# 1109 Tata
1109 Tata är en asteroid i huvudbältet som upptäcktes den 5 februari 1929 av den tyske astronomen Karl Wilhelm Reinmuth Dess preliminära beteckning var 1929 CU. Det är okänt vad som gett upphov till dess namn.
Den tillhör asteroidgruppen Hygiea.
Tatas senaste periheliepassage skedde den 21 juni 2022. Dess rotationstid har beräknats till ungefär 8,28 timmar.